# Онсерноне
Онсерноне (італ. Onsernone) — громада  в Швейцарії в кантоні Тічино, округ Локарно.

## Географія
Громада розташована на відстані близько 125 км на південний схід від Берна, 32 км на захід від Беллінцони.
Онсерноне має площу 105,4 км², з яких на 1% дозволяється будівництво (житлове та будівництво доріг), 9,6% використовуються в сільськогосподарських цілях, 67,9% зайнято лісами, 21,5% не є продуктивними (річки, льодовики або гори).

## Демографія
2019 року в громаді мешкало 661 особа (-12,9% порівняно з 2010 роком), іноземців було 7,3%. Густота населення становила 6 осіб/км².
За віковим діапазоном населення розподілялося таким чином: 10% — особи молодші 20 років, 53,1% — особи у віці 20—64 років, 36,9% — особи у віці 65 років та старші. Було 347 помешкань (у середньому 1,8 особи в помешканні).
Із загальної кількості 228 працюючих 33 було зайнятих в первинному секторі, 25 — в обробній промисловості, 170 — в галузі послуг.